# 44885 Vodička
44885 Vodička è un asteroide della fascia principale. Scoperto nel 1999, presenta un'orbita caratterizzata da un semiasse maggiore pari a 2,5181510 au e da un'eccentricità di 0,1713098, inclinata di 4,61122° rispetto all'eclittica.